# Mariners Apartment Complex
Mariners Apartment Complex è un singolo della cantante statunitense Lana Del Rey, il primo estratto dal sesto album in studio Norman Fucking Rockwell! e pubblicato il 12 settembre 2018.

## Antefatti
Il 7 settembre 2018, Del Rey annunciò attraverso i propri profili social che entro la fine del mese avrebbe pubblicato due nuove canzoni, la prima delle quali si sarebbe intitolata proprio Mariners Apartment Complex. La canzone fu per la prima volta suonata, durante una trasmissione della BBC Radio 1 con la cantante. Durante quest'ultima, spiegò il significato della canzone, dicendo:
Era arrabbiato e fu allora che scrissi la canzone, perché pensavo di doverlo fare così tante volte, che dovevo entrare in quel ruolo, per mostrare la via e io ero tipo la luce più brillante»

## Composizione
Mariners Apartment Complex è una ballata soft con influenze surf e con una frequenza di circa 76 battiti per minuto, in Mi maggiore per 4 minuti e 6 secondi. La strumentazione è molto minimalista con ritmi organici e rilassati, accentuati dalla chitarra elettrica, dagli archi e dal pianoforte. La traccia si apre con un pianoforte e una chitarra, prima di essere unita dalle corde.
Parlando del testo, la Del Rey confuta la sua immagine come una figura debole, ma nonostante ciò, incoraggia il suo partner a vederla come una sorta di immagine feconda di speranza e gioia e ad essere più grato del mondo che lo circonda.

## Video musicale
Insieme all'annuncio della canzone, parte del video venne condiviso dalla Del Rey. Esso è stato diretto dalla sorella della cantante, Chuck Grant e mostra le backup dancer della cantante, giocare con delle farfalle e delle onde infrangersi contro gli scogli.

## Tracce
1. Mariners Apartment Complex – 4:06 (Elizabeth Grant, Jack Antonoff)